# Daniel Krezic
Daniel Krezic, född 3 maj 1996, är en svensk-makedonsk fotbollsspelare som spelar för IK Oddevold. Han har tidigare spelat för bland annat Varbergs BoIS, Degerfors IF i Allsvenskan och Cork City.

## Karriär
Krezic började spela fotboll i BK Häcken som femåring. Inför säsongen 2016 gick han till IK Oddevold.
I augusti 2018 värvades Krezic av Varbergs BoIS. Krezic gjorde sin Superettan-debut den 14 september 2018 i en 1–1-match mot Halmstads BK, där han blev inbytt i den 78:e minuten mot Oliver Stanisic. I november 2018 förlängde Krezic sitt kontrakt med två år. I december 2019 skrev han på ett nytt tvåårskontrakt med Varbergs BoIS.
I januari 2022 värvades Krezic av Degerfors IF, där han skrev på ett tvåårskontrakt. Den 30 januari 2023 enades Krezic i samförstånd med sin klubb Degerfors IF att bryta sitt kontrakt i förtid.
Den 1 februari 2023 skrev Krezic på ett kontrakt med irländska Cork City. Han lämnade klubben samma år. I augusti 2023 återvände Krezic till Oddevold, där han skrev på ett korttidskontrakt.
I januari 2024 förlängde Krezic sitt kontrakt i klubben med 1 år. I december 2024 förlängde han sitt kontrakt med IK Oddevold ännu en gång med ett år.